# Wandsbek (okręg administracyjny)

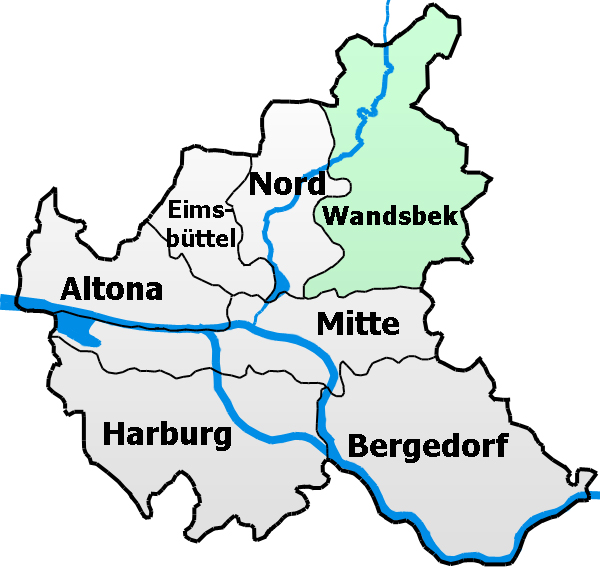
Mapa Hamburga z podziałem na okręgi administracyjne

Dzielnice Wandsbeku

Wandsbek, Bezirk Wandsbek – okręg administracyjny w północno-wschodniej części Hamburga. Z ponad 416 tysiącami mieszkańców jest najliczniejszym okręgiem Hamburga. W jego skład wchodzi 18 dzielnic.

## Dzielnice
W skład okręgu wchodzi 18 dzielnic (Stadtteil):
1. Bergstedt
2. Bramfeld
3. Duvenstedt
4. Eilbek
5. Farmsen-Berne
6. Hummelsbüttel
7. Jenfeld
8. Lemsahl-Mellingstedt
9. Marienthal
10. Poppenbüttel
11. Rahlstedt
12. Sasel
13. Steilshoop
14. Tonndorf
15. Volksdorf
16. Wandsbek
17. Wellingsbüttel
18. Wohldorf-Ohlstedt